# 佐藤學
佐藤 學（さとう まなぶ、1942年9月28日 －　）は、日本の元裁判官。公証人。北海道苫小牧市出身。
1967年北海道大学法学部卒業。1969年司法試験合格。1972年司法修習修了。1972年福岡地方裁判所判事補。その後、青森地方裁判所弘前支部判事補、札幌地方裁判所判事補を経て、1982年札幌地方裁判所判事。1983年東京地方裁判所判事。1986年釧路地方裁判所帯広支部長。1988年札幌高等裁判所判事。1989年札幌地方裁判所総括判事。1995年名古屋地方裁判所総括判事。1999年札幌地方裁判所総括判事。2002年退官。札幌市内の公証役場公証人。2004年名城大学法科大学院教授。2013年名城大学定年退職。

## 関与判例
- 白石中央病院火災事件
- 北海道庁爆破事件
- 芸大事件
- 城丸君事件

## 注
1. ↑  『全裁判官経歴総覧　改訂新版』公人社、1990.12、p162
2. ↑  苫小牧駒澤大学編『北海道発知恵の力仕事』中西出版、2009.10、p132
3. ↑  以上につき『全裁判官経歴総覧　第五版』公人社、2010.8、p162~163
4. ↑  以下につき『全裁判官経歴総覧　第2分冊　第三版』公人社、1998.11、p112

| スタブアイコン | サブスタブ | この項目は、まだ閲覧者の調べものの参照としては役立たない、人物に関連した書きかけの項目です。この項目を加筆・訂正などしてくださる協力者を求めています（P:人物伝/PJ:人物伝）。 |